# Epauletoeverlibel
De epauletoeverlibel (Orthetrum chrysostigma) is een echte libel uit de familie van de korenbouten (Libellulidae). De wetenschappelijke naam van de soort werd in 1839 als Libellula chrysostigma gepubliceerd door Hermann Burmeister. De Nederlandstalige naam is ontleend aan Libellen van Europa.
De soort staat op de Rode Lijst van de IUCN als niet bedreigd, beoordelingsjaar 2015. De epauletoeverlibel komt voor in Afrika, Zuid-Europa, het Midden-Oosten en Zuid-Azië.